# Syrmatium micranthum
Syrmatium micranthum là một loài thực vật có hoa trong họ Đậu. Loài này được (Torr. & A.Gray) Greene miêu tả khoa học đầu tiên.